# Parliament Hill (London)
Parliament Hill (Parlamentsbakken) er et parkområde i det nordvestlige London, ved Hampstead Heath. Det administreres af City of London Corporation, selv om det ligger i bydelen Camden. Bakken er omkring 98 meter høj, og der er god udsigt over London og området nord for byen. 
Bakken blev tidligere kaldet Traitor's Hill (Forræderbakken). Det nuværende navn fik bakken under den engelske borgerkrig, da parlamentets tropper besatte den. 
På folkemunde kaldes deler af området Kite Hill (Dragebakken), fordi mange drageflyvere samler sig her for at flyve med drage.
51°33′35″N 0°09′35″V / 51.5597°N 0.1597°V